# Joey Wright
Pour les articles homonymes, voir Wright.
Joey Wright, né le 4 septembre 1968, à Alton, en Illinois, est un joueur et entraîneur américain de basket-ball. Il évolue au poste d'arrière.

## Palmarès
Joueur
- First-team All-SWC 1991

Entraîneur
- Entraîneur de l'année de la NBL 2004, 2007, 2017
- Champion NBL 2007